# Erkki Talosela
Erkki Olavi Talosela  (ur. 22 czerwca 1921 w Lapui, zm. 2 grudnia 2010) – fiński zapaśnik walczący w stylu klasycznym. Dwukrotny olimpijczyk. Zajął szóste miejsce w Londynie 1948 i ósme w Helsinkach 1952. Walczył w kategorii do 62 kg.
Brat Risto Taloseli, zapaśnika i olimpijczyka z 1952 roku.
Mistrz Finlandii w 1950 i 1951; drugi w 1949, 1952 i 1955 roku.

## Letnie Igrzyska Olimpijskie 1948
| Konkurencja          | Rundy eliminacyjne       | Rundy eliminacyjne   | Rundy eliminacyjne | Rundy eliminacyjne     | Klas. końcowa |
| Konkurencja          | Przeciwnik I             | Przeciwnik II        | Przeciwnik III     | Przeciwnik IV          | Miejsce       |
| -------------------- | ------------------------ | -------------------- | ------------------ | ---------------------- | ------------- |
| 62 kg styl klasyczny | As-Sajjid Kandil (EGY) Z | Mehmet Oktav (TUR) P | Henk Dijk (NED) Z  | Olle Anderberg (SWE) P | 6.            |

## Letnie Igrzyska Olimpijskie 1952
| Konkurencja          | Rundy eliminacyjne   | Rundy eliminacyjne    | Rundy eliminacyjne       | Klas. końcowa |
| Konkurencja          | Przeciwnik I         | Przeciwnik II         | Przeciwnik III           | Miejsce       |
| -------------------- | -------------------- | --------------------- | ------------------------ | ------------- |
| 62 kg styl klasyczny | Hasan Bozbey (TUR) Z | Dagfin Huseby (NOR) Z | Abd al-Al Raszid (EGY) P | 8.            |